# HOME (B'zの曲)
「HOME」（ホーム）は、日本の音楽ユニット・B'zの楽曲。1998年7月8日にRooms RECORDSより25作目のシングルとして発売された。

## 概要
ベスト・アルバム『B'z The Best "Pleasure"』発売から約2か月後に発売されたシングル。収録曲のレコーディングは、『B'z LIVE-GYM '98 "SURVIVE"』の合間を縫って行われた。
『LOVE PHANTOM』から使用されたB'zロゴはシングルでは本作、アルバムでは2000年に発売された『B'z The "Mixture"』を最後にしばらく使われなかった。その後2004年発売の『BANZAI』より再び使用されるようになった。
正式には「HOME」の単独A面であるが、発売当初のオリコンや日本レコード協会が発行した機関誌『The Record』では『HOME/The Wild Wind』と両A面扱いをされ、メンバーも著書『ウルトラクロニクル』内のインタビューで両A面シングルと発言したことがある。実際にジャケットの両A面シングル的なデザイン、両曲ともPVが製作されていること、本作のプロモーションで出演した音楽番組では常に1st beatと2nd beatの2曲とも披露していたため、実質的な扱いとしては両A面に近い形になっている。
初回限定盤はジャケットの文字が浮き出る仕様になっている。
第13回日本ゴールドディスク大賞でソング・オブ・ザ・イヤーを受賞した。

## 記録
L'Arc〜en〜Cielのシングル3作同時リリースと同日発売であったが、2位の『HONEY』を抑えてオリコンチャートで21作連続の初登場1位を獲得。初動・累計売上共に前作を上回り、初動売上は『Calling』以来の50万枚超となった。プラネットチャートでは初登場4位となり、前作まで続いた19作連続の初登場1位の記録が途絶えた。オリコンでは僅かにミリオンには届かなかったが、日本レコード協会の集計ではミリオンセラーとなっている。

## 収録曲
| 全作詞: 稲葉浩志、全作曲: 松本孝弘、全編曲: 松本孝弘・稲葉浩志。 |                   |          |            |      |
| #                                                                | タイトル          | 作詞     | 作曲・編曲 | 時間 |
| 1.                                                               | 「HOME」          | 稲葉浩志 | 松本孝弘   | 4:22 |
| 2.                                                               | 「The Wild Wind」 | 稲葉浩志 | 松本孝弘   | 3:45 |
| 合計時間:                                                        | 合計時間:         | 8:07     |            |      |

## 楽曲解説
1. HOME
  - 歌詞やタイトルに登場する「HOME」は、「自分の中のよりどころ、ゆるぎないもの、それがあれば当面何がおきても大丈夫」という稲葉の思いから付けられた[9]。
  - イントロに入っているアコーディオンは、かつてパリを訪れた際に駅で演奏しているのを見た稲葉が、「パリの地下鉄駅構内風のイントロを入れたい」という要望を採り入れたもの[9]。この部分のレコーディングは稲葉が壁に向かって歌い、その反響した歌声をマイクで拾うという形で行われた[10]。
  - コーラスにひみつのアッコちゃんに登場する魔法の呪文「テクマクマヤコン」が出てくる。このコーラスは、合いの手としてコーラスを入れることが考えられた際に稲葉が歌いだしたもの[9]。
  - MVは『B'z LIVE-GYM '98 "SURVIVE"』ツアー終了後の6月に香港で丸2日かけて撮影されたもので、一部スタッフと出演者は現地の人間[11][12]。また、本曲と「The Wild Wind」の監督は下山天が担当している[13]。
  - オリジナル・アルバムには未収録であり、バラード・ベスト・アルバム『The Ballads 〜Love & B'z〜』でアルバム初収録となった[注 2][注 3]。
  - 音楽番組においては、冒頭のサビをカットし、アコースティック・ギターのパートから始まるアレンジで披露された[注 4]。
  - リリース直前まで行われていた『B'z LIVE-GYM '98 "SURVIVE"』では演奏されず、翌年に行われた『B'z LIVE-GYM '99 "Brotherhood"』でライブ初演奏となった。その際は冒頭のサビは演奏されたが、イントロのアコースティック・ギターのパートが省かれている。
  - 2007年の海外配信限定アルバム『B'z』に、全英詞の再録バージョンが収録されている[注 5]。このバージョンはベスト・アルバム『B'z The Best "ULTRA Treasure"』でファン投票17位にランクインし[14]、初CD化となった（ライブでは2006年9月1日に行われたdwango提供の完全招待制のプレミアムライブ『B'z NETWORK LIVE in Japan』にて初披露されている）。2011年には、東日本大震災の支援を目的としたコンピレーションアルバム『ダウンロード・トゥ・ドネート・フォー・ジャパン』に収録された[15]。
  - 2020年4月27日、新型コロナウイルス感染拡大による外出自粛に伴い、公式YouTubeチャンネルにてメンバー2人でこの曲をセッションする動画が公開され[16][17][18]、4月30日には『B'z LIVE-GYM 2019 -Whole Lotta NEW LOVE-』のサポートメンバーを加えたバンドセッション動画が公開された[19][20][21]。
2. The Wild Wind
  - 映画『不夜城』主題歌で、B'zにとってデビュー10年目で初の映画主題歌である。
  - 元々は松本がライブのソロコーナーで歌うために用意された曲で、主題歌を制作する際に本曲を稲葉に聴かせ、映画と合っているということから選ばれた[22]。歌詞に登場するブランコは、「揺れている不安定な心」の象徴として描かれている[22]。
  - 2003年に発売された著書「ウルトラクロニクル」のインタビューで、松本がB'zの中で特に好きな曲としてあげた1曲でもある[注 6][6]。
  - PVは「HOME」と同じく香港で撮影された。また、この曲のPV撮影には『不夜城』のスタッフも参加している。
  - 「HOME」（シングルバージョン）より先にマスト・アルバム『B'z The "Mixture"』でアルバム初収録となった。
  - テレビ出演などでも表題曲と共に披露され、稲葉がアコースティック・ギターを弾いており、松本はコーラスも担当した。
  - リリースに先駆けて『B'z LIVE-GYM '98 "SURVIVE"』の終盤で未発表曲として先行披露された[注 7]。その後、『B'z SHOWCASE 2007 -19-』および『B'z SHOWCASE 2007 -B'z In Your Town-』で約9年ぶりに演奏され、『B'z LIVE-GYM Pleasure 2013 -ENDLESS SUMMER-』、無観客配信ライブ『B'z SHOWCASE 2020 -5 ERAS 8820-』のDay2でも演奏された[23]。

## タイアップ
- 角川文庫CMソング（#1）
- 東映・アスミック・エース映画『不夜城』主題歌（#2）

## 参加ミュージシャン
- 松本孝弘:ギター、全曲作曲・編曲
- 稲葉浩志:ボーカル、全曲作詞・編曲
- 池田大介:シンセサイザープログラミング
- 山木秀夫:ドラム
- 明石昌夫:ベース
- 和泉宏隆:ピアノ・アコーディオン（#1）
- 斎藤ノヴ:パーカッション（#1）
- 篠崎Strings:ストリングス（#2）

## 収録アルバム
HOME
- B'z The Best "Treasure"（シークレットトラックとしてアコースティックショートバージョンが収録）
- B'z The Best "Pleasure"（台湾盤、香港盤にのみ収録）
- The Ballads 〜Love & B'z〜
- B'z The Best "Pleasure II"
- B'z (2007年のアルバム)（英語詞バージョン「Home」）
- B'z The Best "ULTRA Pleasure"
- B'z The Best "ULTRA Treasure"（英語詞バージョン「Home」）
- B'z The Best XXV 1988-1998

The Wild Wind
- B'z The "Mixture"

## ライブ映像作品
HOME
- once upon a time in 横浜 〜B'z LIVE GYM'99 "Brotherhood"〜
- B'z The Best "Pleasure II"（特典映像ダウンロード）
- B'z LIVE in なんば（英語詞バージョン「Home」）
- B'z LIVE in なんば 2006 & B'z SHOWCASE 2007 -19- at Zepp Tokyo（英語詞バージョン「Home」）
- B'z LIVE-GYM 2001 -ELEVEN-
- EPIC DAY（特典DVD/英語詞バージョン「Home」）
- B'z COMPLETE SINGLE BOX（特典DVD）
- B'z SHOWCASE 2020 -5 ERAS 8820- Day1〜5

The Wild Wind
- B'z LIVE-GYM Pleasure 2013 ENDLESS SUMMER -XXV BEST-
- B'z SHOWCASE 2020 -5 ERAS 8820- Day1〜5